# Shadowrun
Shadowrun é um jogo de RPG de fantasia científica ambientado em um universo ficcional de um futuro próximo em que a cibernética e criaturas mágicas coexistem. Ele combina os gêneros de cyberpunk, fantasia urbana e da criminalidade, com elementos ocasionais de conspiração, horror e espionagem. Desde a sua criação em 1989, Shadowrun se manteve entre os RPGs mais populares. Ele gerou uma grande franquia que inclui uma série de romances, um jogo de cartas colecionáveis, dois WarGames, e vários vídeogames.
O título é tirado de uma das principais premissas do cenário - onde a espionagem corporativa corre solta no futuro próximo. Shadowrun - um roubo de dados bem-sucedida ou um arrombamento em uma corporação rival ou organização - é uma das principais ferramentas utilizadas por ambos os rivais corporativas e figuras do submundo. Deckers (hackers) futuristas que podem entrar em um ciberespaço imersivo, tridimensional guardado por deckers rivais e letais, inteligências artificiais chamadas de  "Intrusion Countermeasure Electronics", também conhecidas pela sigla "ice"  são protegidas por lutadores de rua e/ou mercenários, muitas vezes com implantes ciborgues (chamado Cyberware), magos, e outras figuras exóticas, em tais missões como eles buscam o acesso, físico ou remoto, para as estruturas de poder de grupos rivais. A Magia também voltou ao mundo depois de uma série de pragas distópicas; dragões que podem tomar forma humana e  são comumente encontrados em altas posições de poder corporativo.
O jogo foi também adaptado para o Windows, Super Nintendo, Sega Genesis, Sega Mega-CD (somente no Japão, produzido pelo Group SNE, O Mesmo grupo responsavel pela franquia Record Of Lodoss War), PC e Xbox 360. Todas as três dessas adaptações são jogos inteiramente diferentes com histórias diferentes apesar de que todas elas tomam lugar no universo de Shadowrun.
Esses jogos são fiéis à versão "de mesa", apesar de o grau de fidelidade variar. Todas as versões mostram uma influência japonesa significante. Existe também um jogo de cartas colecionáveis baseado em Shadowrun.

## Cenário
Shadowrun ocorre várias décadas no futuro (2050 na primeira edição, atualmente 2085). O fim do calendário mesoamericano de contagem longa inaugurou o "Sexto Mundo", com seres outrora mitológicos (por exemplo, dragões) aparecendo e formas de magia surgindo repentinamente. Um grande número de humanos foi "goblinizado" em orcs e trolls, enquanto muitas crianças humanas nascem como elfos, anões e criaturas ainda mais exóticas. Na América do Norte, os povos indígenas descobriram que suas cerimônias tradicionais permitem que eles comandem espíritos poderosos, e os rituais associados a um novo movimento da Dança Fantasma permitem que eles assumam o controle de grande parte do oeste dos Estados Unidos e do Canadá, onde formaram uma federação de nações nativas americanas. Seattle permanece sob o controle dos Estados Unidos por tratado como um enclave de cidade-estado, e a maioria dos materiais do jogo é ambientada lá e assume que as campanhas o usarão como cenário.
Paralelamente a esses desenvolvimentos mágicos, o cenário do século 21 apresenta desenvolvimentos tecnológicos e sociais associados à ficção científica cyberpunk. As megacorporações controlam a vida de seus funcionários e comandam seus próprios exércitos; muitos dos maiores têm extraterritorialidade, tal como gozam atualmente os chefes de estado estrangeiros. Os avanços tecnológicos tornam comum o ciberware (partes mecânicas de substituição do corpo) e o bioware (partes do corpo aumentadas e cultivadas em cubas implantadas no lugar ou em conjunto com órgãos naturais). O crash do computador de 2029 levou à criação da Matrix, uma rede mundial de computadores com a qual os usuários interagem por meio de uma interface neural direta. Quando surgem conflitos, corporações, governos, sindicatos do crime organizado e até mesmo indivíduos ricos subcontratam seu trabalho sujo para especialistas, que então realizam "shadowruns" ou missões empreendidas por ativos negáveis sem identidade ou aqueles que desejam permanecer desconhecidos. Os mais habilidosos desses especialistas, chamados shadowrunners, ganharam a reputação de fazer o trabalho. Eles desenvolveram um talento especial para se manterem vivos e prosperarem no mundo de Shadowrun.

## Histórico da publicação
Shadowrun foi desenvolvido e publicado pela FASA de 1989 até o início de 2001, quando a FASA fechou suas portas e a propriedade foi transferida para a WizKids (empresa fundada por ex-funcionários da FASA). Dois anos antes de seu fechamento, a FASA vendeu sua filial de videogames, a FASA Interactive, para a corporação Microsoft, mantendo os direitos de publicação de romances e RPGs de mesa. Desde então, os direitos digitais de Shadowrun IP pertencem à Microsoft. A WizKids licenciou os direitos do RPG para a Fantasy Productions (que já publicava a versão alemã) até que a WizKids foi adquirida pela Topps em 2003. A Catalyst Game Labs (uma editora da InMediaRes Productions) licenciou os direitos da Topps para publicar novos produtos. A própria WizKids produziu um jogo de figura de ação colecionável malsucedido baseado na propriedade, chamado Shadowrun Duels.
Shadowrun Quinta Edição foi anunciada em dezembro de 2012. Foi lançado como um PDF em julho de 2013, com uma versão de capa mole de edição limitada do livro de regras básico da Quinta Edição vendida na Origins Game Fair em junho de 2013. A versão de capa dura foi lançada em agosto de 2013. Era geralmente semelhante ao sistema que foi revelado na Quarta Edição e modificado na Edição do Vigésimo Aniversário.
Shadowrun Anarchy foi lançado em outubro de 2016 Esta edição é uma versão simplificada do conjunto de regras, permitindo focar mais na narração do que nas regras.
Uma sexta edição, intitulada Shadowrun, Sixth World, foi anunciada em 1º de maio de 2019 para coincidir com o 30º aniversário do jogo, junto com um novo site em shadowrunsixthworld.com. O jogo foi lançado ao público em 26 de agosto de 2019. A mecânica desta nova versão é geralmente semelhante à da Quinta Edição, com alguns sistemas retrabalhados para o que o desenvolvedor de linha Jason Hardy descreve como simplificação do sistema. Esta nova versão também avança o ano do jogo para 2080.
Desde 2004, Shadowrun Missions (SRM) oferece aos fãs "campanhas vivas" que permitem o avanço persistente do personagem. O SRM é dividido em "temporadas" que são compostas por até 24 missões individuais que podem ser jogadas em casa, com missões especiais disponíveis para jogar exclusivamente em convenções. Cada temporada SRM desenvolve um enredo abrangente focado em uma cidade específica do cenário Shadowrun. Os cenários das missões incluíram a cidade dividida de Denver, a cidade-estado corporativa de Manhattan, a cidade-estado de Seattle Metroplex e as antigas terras desertas de Chicago
O RPG Shadowrun gerou várias propriedades, incluindo Shadowrun: The Trading Card Game, oito videogames, um jogo de action figures (Shadowrun Duels), duas revistas, um livro de arte e mais de 50 romances, começando com os segredos do poder série que apresenta alguns dos personagens originais de Shadowrun e fornece uma introdução a este universo fictício. Além do livro de regras principal (agora em sua sexta edição), foram publicados mais de 100 livros suplementares com aventuras e expansões tanto para as regras quanto para as configurações do jogo. Catalyst Game Labs anunciou que 2013 seria "O Ano de Shadowrun" e, além do lançamento de Shadowrun Quinta Edição, colaborou com editores nas seguintes propriedades: Shadowrun: Crossfire, The Adventure Deck-building Game; Shadowrun: Sprawl Gangers, um jogo de guerra tático de miniaturas; e Shadowrun: Hostile Takeover, um jogo de tabuleiro desenvolvido por Bryan C.P. Steele está planejado para ser lançado no final de 2014 / início de 2015. A Catalyst colaborou com a Nordic Games e a Cliffhanger Studios para criar Shadowrun Chronicles: Boston Lockdown RPG online, no entanto, foi fechado em 30 de novembro de 2018 com os produtores alegando falta de financiamento e o fim dos termos de licença para uso do IP.

### No Brasil
No Brasil, o jogo foi editado pelas editoras Ediouro e Devir Livraria e New Order Editora. Em 2017, a New Order editora anunciou o lançamento da quinta edição através de financiamento coletivo.

## Jogo eletrônico de plataforma
| Títulos                               | Ano de lançamento | Plataformas                              |
| ------------------------------------- | ----------------- | ---------------------------------------- |
| Shadowrun                             | 1993              | Super Nintendo Entertainment System      |
| Shadowrun                             | 1994              | Sega Genesis                             |
| Shadowrun                             | 1996              | Mega-CD                                  |
| Shadowrun                             | 2007              | Xbox 360, Windows Vista                  |
| Shadowrun Returns                     | 2013              | Windows, OS X, Linux, iOS, Android       |
| Shadowrun: Dragonfall                 | 2014              | Windows, OS X, Linux, iOS, Android       |
| Shadowrun Chronicles: Boston Lockdown | 2015              | Linux, Windows, OS X, Android, iOS, Ouya |
| Shadowrun: Hong Kong                  | 2015              | Windows, OS X, Linux                     |